# Jeremy Mayfield

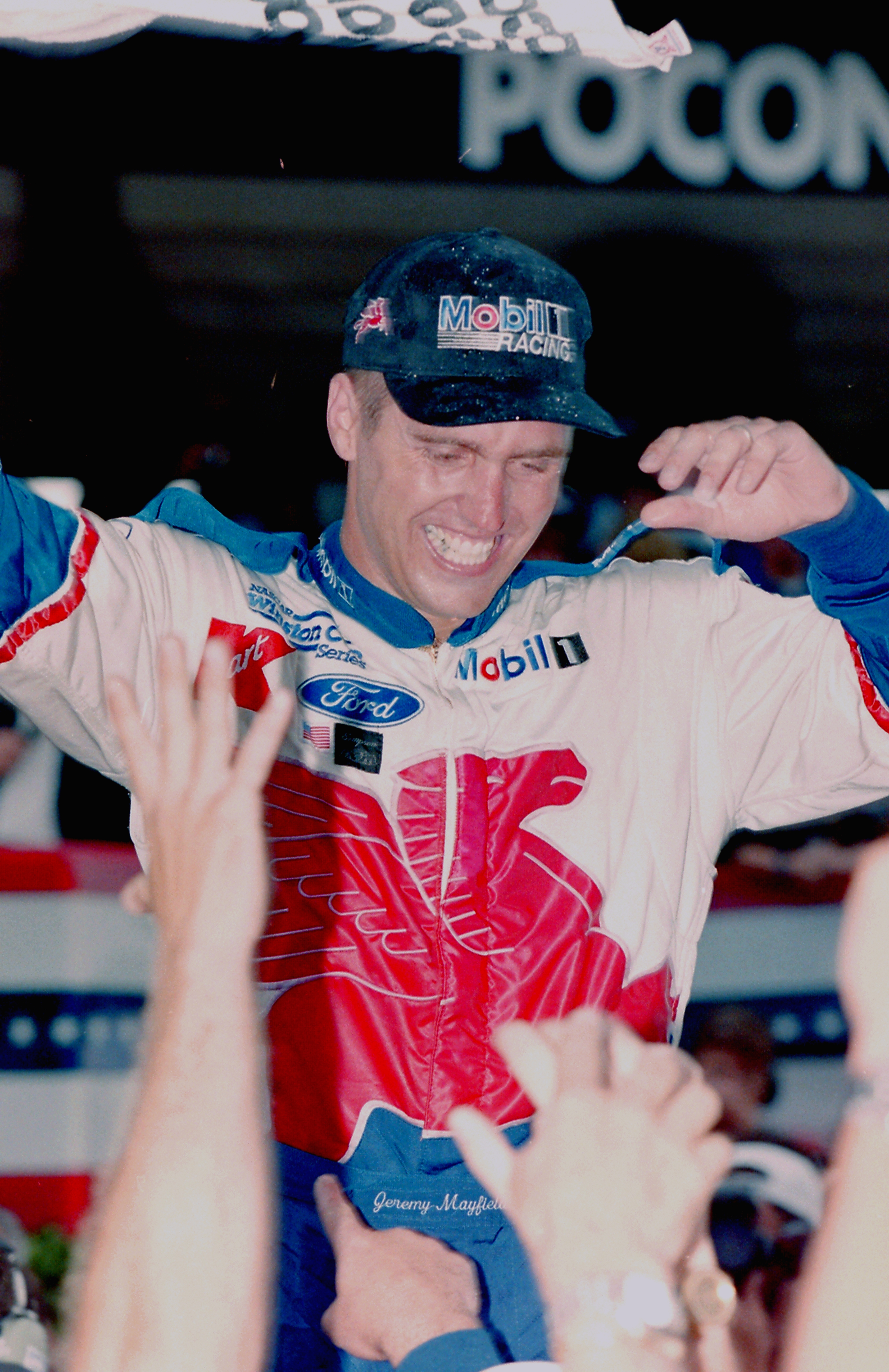
Jeremy Mayfield (2009).

Jeremy Allen Mayfield, más conocido como Jeremy Mayfield, (Owensboro, Kentucky, Estados Unidos, 27 de mayo de 1969) es un expiloto estadounidense de Stock Car. Mayfield compitió en las series Cup, Busch y Truck. Mayfield ha sido suspendido por tiempo indefinido del deporte luego de dar positivo por usar metanfetamina.

## Carrera antes de NASCAR
Mayfield comenzó a competir en su ciudad natal de Owensboro, compitiendo con bicicletas BMX. Luego procedió a competir en go-karts en circuitos cortos, y se mudó a Nashville Speedway USA a la edad de 19 años. Pronto comenzó a trabajar para Sadler Bros. Racing como fabricante, y se convirtió en su piloto, ganando el Novato del Año de última generación en el Kentucky Motor Speedway en 1987.
En 1993, se unió a ARCA series, y fue nombrado Novato del Año. También hizo su debut en la Copa en Mello Yello 500, comenzando en el puesto 30 y terminando el 29 en el Ford Thunderbird No.95 patrocinado por Mac Tools.

## Carrera de NASCAR
En 1994, Mayfield declaró que se postularía para el NASCAR Winston Cup Series Rookie of the Year, y firmó para conducir al Sadler Bros. #95 de Ford. Luchó pesadamente en los 95, y fue liberado. Firmó para conducir el # 02 para T.W. Taylor, patrocinado por Children's Miracle Network durante cuatro carreras, antes de completar el año en el Fingerhut Ford No.98 para Cale Yarborough. Corrió 20 aperturas en su temporada inaugural, su mejor resultado fue un 19° puesto en Rockingham. En 1995, se quedó con Yarborough a tiempo completo con un nuevo patrocinio de RCA, y obtuvo una octava posición en Miller Genuine Draft 500, con un 31.er puesto en la clasificación de puntos luego de calificar para 27 de las 31 carreras. La próxima temporada, tuvo dos top 5 y obtuvo su primera pole en la carrera DieHard 500. Más tarde esa temporada, fue liberado y reemplazado John Andretti en el Kmart/Little Caesar's Ford No.37, propiedad de Michael Kranefuss. Mayfield terminó el año en el puesto 26 sin puntos.

## Finales de los 90
Mayfield regresó al equipo de Kranefuss en 1997. Tuvo ocho resultados entre los diez primeros, incluyendo dos carreras en el quinto lugar, y terminó en el puesto 13 en los puntos con el máximo de su carrera. Después de la temporada, Kranefuss vendió parte del equipo a Penske Racing South, y se cambió la identidad del equipo, con un nuevo número (# 12) y un nuevo patrocinador en Mobil 1. Mayfield tomó la ventaja de los puntos al comienzo de la temporada y ganó su primera carrera en la carrera Pocono 500. Al final de la temporada, fue séptimo en puntos. No pudo replicar su éxito en 1999, y cayó cuatro puestos en la clasificación, a pesar de doce top-decenas. En el año 2000, ganó cuatro poles y dos carreras. Uno de los polos, sin embargo, estaba en el DieHard 500, y se encontró que el auto había violado las reglas con una sustancia de combustible ilegal, y las penalizaciones resultaron en que el equipo ganara -25 puntos de la carrera (sus 126 puntos, obtenidos al terminar en el puesto 14 y liderar una vuelta, fueron compensados por la penalización de 151 puntos que NASCAR le otorgó). Más tarde, mientras practicaba para el Brickyard 400, se estrelló con fuerza contra la pared. Sufrió una conmoción, y se vio obligado a perderse las siguientes dos carreras. Terminó 24º en puntos esa temporada.
Comenzó 2001 con dos finales consecutivos en el tercer lugar, pero su rendimiento disminuyó, y fue lanzado después de Protection One 400. Se sentó el resto de la temporada después de firmar un nuevo acuerdo.

## Años recientes
En 2002, Mayfield firmó con Evernham Motorsports, reemplazando a Casey Atwood. En su primer año, Mayfield tuvo solo cuatro tiros y terminó 26º en los puntos. Rebotó un poco en 2003, ganó la pole en Aaron's 499 y obtuvo 12 top decenas, terminando en el decimonoveno lugar en los puntos. Finalmente, en 2004, Mayfield regresó al carril de la victoria en Chevy Rock and Roll 400 y le ganó a su equipo el noveno puesto en la Chase for the Cup.
- Datos: Q3164204
- Multimedia: Jeremy Mayfield / Q3164204